# Tullgrenella gertschi
Tullgrenella gertschi es una especie de araña saltarina del género Tullgrenella, familia Salticidae. Fue descrita científicamente por Galiano en 1981.
Habita en Brasil.